# 宍戸健夫
宍戸 健夫（ししど たけお、1930年4月25日 - ）は、日本の保育学者、愛知県立大学名誉教授。

## 来歴
横浜市出身。1954年東京大学文学部教育学科卒、1959年同大学院教育学研究科博士課程満期退学、愛知県立女子大学・愛知県立女子短期大学講師、助教授、1973年教授、愛知県立大学教授。1991年「日本の幼児教育　昭和保育思想史」で東大教育学博士。1996年定年退官、名誉教授。佛教大学教授、同朋大学教授、大阪健康福祉短期大学教授。

## 著書
- 『日本の集団保育』文化書房博文社 実践保育学講座 1966
- 『集団保育 その実践と課題』風媒社 1970
- 『保育の教室 保育実践の歴史と課題・集団主義保育とは何か』鳩の森書房 鳩の森文庫 1975
- 『幼児の集団と教育』さ・さ・ら書房 さ・さ・ら新書 1983
- 『日本の幼児保育 昭和保育思想史』青木書店 青木教育叢書 1988-89
- 『保育の森 子育ての歴史を訪ねて』あゆみ出版 1994
- 『保育実践をひらいた50年』草土文化 2000
- 『実践の質を高める保育計画 保育カリキュラムの考え方』かもがわ出版 保育と子育て21 2003
- 『実践の目で読み解く新保育所保育指針 保育の計画・カリキュラムと評価を中心に』かもがわ出版 2009
- 『保育の散歩道』新読書社 教養得本 2012
- 『日本における保育園の誕生 子どもたちの貧困に挑んだ人びと』新読書社 2014

### 共編著
- 『子どもの生活と教育の歴史』江藤恭二共編著 川島書店 1966
- 『幼児の遊びと集団づくり』田代高英共編 明治図書出版 シリーズ・現代幼児教育新書 1969
- 『保育に生きた人々』岡田正章,水野浩志共編 風媒社 1971
- 『児童問題講座 第5巻 保育問題』編 ミネルヴァ書房 1975
- 『私たちの保育問題 実践と研究の手びき』共著 いかだ社 1977
- 『保育入門』田代高英共編 有斐閣新書 1979
- 『幼児の保育計画と実践』全3巻　村山祐一共編著 あゆみ出版 1982
- 『保育のとびら』共編著 日本書籍 1985
- 『人間らしさを育てる集団づくり 乳児期・幼年期の理論と実践』共編 ささら書房 1986
- 『園行事アイデア事典』編 草土文化 1987
- 『乳児の保育計画と実践』全2巻 土方弘子共編著 あゆみ出版 1986-87
- 『幼児保育学の初歩』勅使千鶴,木下龍太郎共編著 青木書店 1992
- 『保育計画の展開 3・4・5歳児の保育実践』村山祐一共編著 あゆみ出版 1994
- 『保育所「改革」と子どもの権利』村山祐一共著 岩波ブックレット 1995
- 『戦後保育50年史 証言と未来予測 第1巻　保育思想の潮流』阿部真美子共編著 栄光教育文化研究所 1997
- 『子どもとつくる保育実践』村山祐一共監修 浅野俊和共著 あゆみ出版 シリーズ・保育フレンドブックス 1999
- 『写真・絵画集成日本の福祉 第2巻　自立への道 保護から自立へ』丹野喜久子共編 日本図書センター 1999
- 『あしたの子ども 愛知の保育問題研究会の歩み』愛知県保育問題研究会史編集委員会共著 新読書社 2002
- 『児童福祉論』林俊光共編著 佛教大学通信教育部 2003
- 『現代保育論』亀谷和史,丹羽孝共編 かもがわ出版 2006
- 『乳児の保育を豊かに 乳児の保育計画と実践』土方弘子,神田英雄共編著 伊藤しげ子,大島昌子,河本ふじ江,岸清江,柘植節子,水谷暎子著 ルック 2006
- 『保育小辞典』金田利子,茂木俊彦共監修 大月書店 2006
- 『戦後保育史』全2巻　岡田正章,久保いと,坂元彦太郎,鈴木政次郎,森上史朗共編纂 日本図書センター 2010
- 『保育実践のまなざし 戦後保育実践記録の60年』渡邉保博,木村和子,西川由紀子,上月智晴共編 かもがわ出版 2010
- 『子育て錦を紡いだ保育実践 ヒトの子を人間に育てる』秋葉英則,小泉英明,太田篤志,原陽一郎,石木和子共編著 エイデル研究所 2011

## 論文
- Cinii